# Одностороннє проголошення незалежності
Одностороння декларація незалежності (ОДН) — це формальний процес, що веде до створення нової держави субнаціональним утворенням, яке оголошує себе незалежним і суверенним без офіційної згоди з державою, від якої воно відокремлене. Цей термін вперше було вжито, коли Родезія проголосила незалежність у 1965 році від Сполученого Королівства (Велика Британія) без угоди з Великою Британією.

## Приклади
Відомі приклади одностороннього проголошення незалежності, крім Родезії : Ірландська Декларація незалежності 1919 року в революційному парламенті Катанги, Декларація незалежності Чомбе в липні 1960 р. спроба відокремлення Біафра від Нігерії в 1967 р., Декларація Бангладешської незалежності від Пакистану в 1970 р., (Міжнародно невизнане) відокремлення Турецької Республіки Північний Кіпр від Кіпру в 1983 році, Палестинська декларація незалежності від Палестинські території у 1988 р., Республіка Косово — у 2008 р. Під час розпаду Радянського Союзу протягом 1990–1991 р. багато його республік оголосили про свою незалежність в односторонньому порядку, без узгодження (але згідно чинної Конституції та Закону) і, таким чином, радянський центральний уряд було визнано нелегітимним.
Під час розпаду Югославії, уряд Сполучених Штатів попросив уряди Словенії та Хорватії відмовитись від своїх планів через загрозу великої війни, що вибухне на Балканах, і погрожував, що буде протистояти обом країнам щодо основ Гельсінського заключного акта, якщо вони це зроблять. Однак через чотири дні і Словенія, і Хорватія оголосили про свою незалежність від Югославії , що, в подальшому призвело до відомих трагічних подій.

### Список ОДН в історії
| Дата | Проголошена держава        | Походження      | Фактична незалежність                    | Міжнародне визнання | Примітки |
| ---- | -------------------------- | --------------- | ---------------------------------------- | ------------------- | --- |
| 1581 | Нідерланди                 | Іспанія         | Так                                      | Так                 | Провінції Брабант, Гелдерланд, Зутфен, Голландія, Зеландія, Фрисландія, Мехелен та Утрех відмовилися коритися королю Філіпу II. Війна за незалежність Нідерландів тривала до 1648 року з визнанням Іспанією незалежності семи Об'єднаних провінцій.                                                                                               |
| 1776 | СШАСполучені Штати Америки | Велика Британія | Так                                      | Так                 | Війна за незалежність тривала з 1775 по 1783 рік, у рік, коли Велика Британія визнала незалежність США. Однак у 1812 році англійці зруйнували місто Вашингтон у відповідь на вторгнення Сполучених Штатів у його північні колонії, що зараз є Канадою.                                                                                            |
| 1810 | Колумбія                   | Іспанія         | Так, після військової перемоги 1819 року | Так, з 1819 року.   | 20 липня 1810 року було подано Декларацію незалежності Сантафе, яка була поширена в інших містах, таких як Момпокс (1811) та Картахена де Індіас (1811). У 1813 р. Іспанія розпочала повернення втрачених територій, інцидент відбувся у 1816 р. У 1819 р., після битви при Бояча, іспанців було вигнано з території нинішньої Колумбії.          |
| 1811 | Венесуела                  | Іспанія         | Так, після військової перемоги 1822 року | Так, з 1822 року.   | Іспанія вела війну, яка тривала до 1823 року. Венесуельська держава зникла в середині громадянської війни. Він приєднався до Гран Колумбії, яка здобула незалежність, і в кінцевому підсумку розчленовується. Через роки Іспанія визнала незалежність нової венесуельської республіки у 1845 році.                                                |
| 1816 | Аргентина                  | Іспанія         | Так, після військової перемоги 1814 року | Так, з 1822 року.   | Об'єднані провінції Ріо-де-ла-Плата боролися до 1810 та 1814 рр. До отримання фактичної незалежності. Поза річковою плитою вони продовжували боротьбу на всьому континенті за незалежність інших країн. Парагвай негайно відокремився від Об’єднаних провінцій. Уругвай вторглися до Бразилії. Іспанія визнала незалежність Аргентини в 1859 році |
| 1818 | Чилі                       | Іспанія         | Так, після військової перемоги 1818 року | Так, з 1822 року.   | Іспанія визнала незалежність Чилі в 1844 році |
| 2008 | Косово                     | Сербія          | Так                                      | Так (Частково)      | За оприлюдненою Декларацією про незалежність міжнародне визнання є більшістю, однак є країни, які відмовляються визнавати Косово. |
| 2014 | Крим                       | Україна         | Ні                                       | Ні                  | Анексовано Росією після незаконного референдуму. За міжнародним правом належить Україні. |
| 2017 | Каталонія                  | Іспанія         | Ні                                       | Ні                  | Одностороння Декларація незалежності Каталонії була підписана 10 жовтня 2017 р. Одностороннє проголошення незалежності викликало несприйняття і міжнародне засудження. |

### Одностороннє проголошення незалежності Косово у 2008 році.

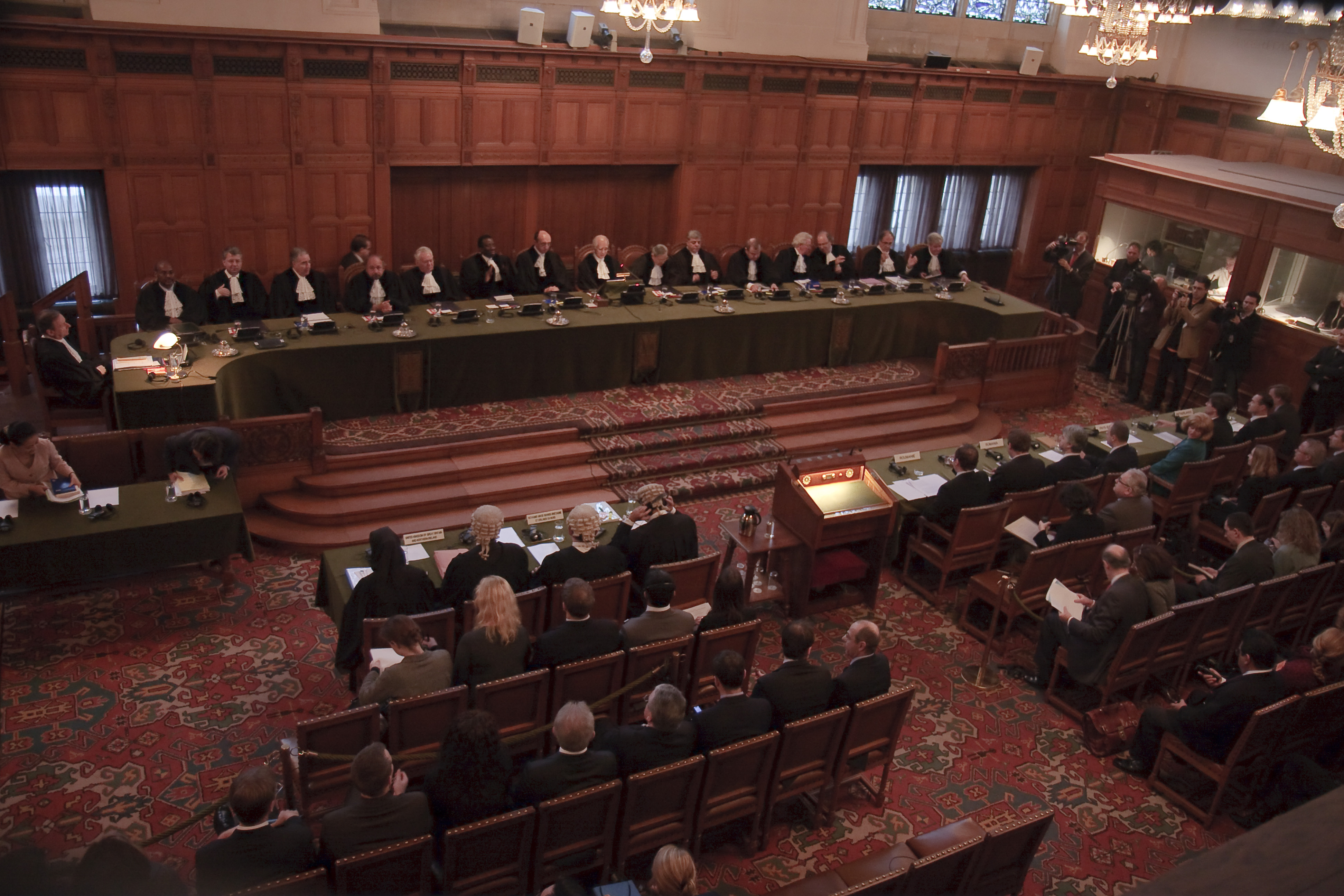
Великий зал правосуддя в палаці миру в Гаазі, Нідерланди.

17 лютого 2008 року Косово в односторонньому порядку проголосило незалежність від Сербії. На позачерговій урочистій сесії парламенту Косова всі 109 депутатів проголосували за Декларацію незалежності. Це рішення було скасовано урядом Сербії того ж вечора, як незаконний акт тимчасових органів у Приштині. Реакція міжнародної спільноти на проголошення незалежності розділилася. 22 липня 2010 року на вимогу Генеральної Асамблеї ООН Міжнародний суд опублікував дорадчий висновок, в якому говорив, що одностороннє проголошення незалежності Косово "не порушує міжнародного права". Суд зазначив, що формулювання "відповідно до" слід розуміти в тому сенсі, що в міжнародному праві немає абсолютної заборони односторонніх декларацій незалежності і в яких недержавні суб'єкти не можуть поширюватися на зобов'язання поважати територіальну цілісність держав. Суд визначив, що його завдання полягає в тому, щоб визначити, чи порушує декларація як таке міжнародне законодавство, а не те, які її наслідки на основі чого Косово стає незалежним. Суд визначив конкретні сфери, які потенційно могли б містити елементи, які обмежували б право на одностороннє оголошення незалежності, чітко виділяючи Резолюцію Ради Безпеки ООН 1244, а також конституційну основу, прийняту Місією ООН у Косові. Суд встановив, що ці документи є міжнародною правовою базою, в якій слід розглядати декларацію, але дійшов висновку, що автори декларації не діють у якості представників Тимчасових інститутів самоврядування, а тому положення не застосовуються до них та не порушують міжнародне законодавство. Суд 10 голосами проти 4 постановив, що міжнародне право не було порушено.

## Юридичні аспекти
Міжнародний суд у своєму дорадчому висновку 2010 року заявив, що односторонні декларації незалежності не є незаконними згідно з міжнародним правом.

## Дивись також
- Список суверенних держав за датою утворення
- Декларація незалежності
- Гельсінські угоди (також відомий як Заключний акт Гельсінкі)
- Міжнародне право
- Міжнародні зв'язки
- Об'єднані Нації
- Деколонізація
- Сецесія
- Декларація незалежності Автономної Республіки Крим та міста Севастополя